# Hegetotheriidae
Hegetotheriidae — вимерла родина нотоунгулятних ссавців, відома з еоцену до плейстоцену Південної Америки.